# Święte Ługi
Święte Ługi este o arie protejată (sit de importanță comunitară — SCI) din Polonia întinsă pe o suprafață de 151,23 ha, integral pe uscat.

## Localizare
Centrul sitului Święte Ługi este situat la coordonatele 51°23′04″N 19°06′57″E / 51.3845°N 19.1159°E.

## Înființare
Situl Święte Ługi a fost declarat sit de importanță comunitară în octombrie 2009 pentru a proteja 5 specii de animale.

## Biodiversitate
Situată în ecoregiunea continentală, aria protejată conține 3 habitate naturale: Turbării active, Mlaștini oligotrofe degradate, capabile încă de regenerare naturală, Mlaștini împădurite.
La baza desemnării sitului se află mai multe specii protejate:
- amfibieni (2): buhai de baltă cu burta roșie (Bombina bombina), triton cu creastă (Triturus cristatus)
- mamifere (2): castor (Castor fiber), vidră de râu (Lutra lutra)
- nevertebrate (1): libelule (Leucorrhinia pectoralis)